# Sarah Prieels
Sarah Prieels (27 de febrero de 1990) es una deportista belga que compitió en tiro con arco, en la modalidad de arco compuesto.
Ganó una medalla en el Campeonato Mundial de Tiro con Arco en Sala de 2016. Además, obtuvo tres medallas en el Campeonato Europeo de Tiro con Arco al Aire Libre entre los años 2010 y 2021, y dos medallas en el Campeonato Europeo de Tiro con Arco en Sala, en los años 2015 y 2017.

## Palmarés internacional
| Campeonato Mundial en Sala       | Campeonato Mundial en Sala | Campeonato Mundial en Sala | Campeonato Mundial en Sala |
| Año                              | Lugar                      | Medalla                    | Prueba                     |
| -------------------------------- | -------------------------- | -------------------------- | -------------------------- |
| 2016                             | Ankara (Turquía)           | Medalla de bronce          | Individual                 |
| Campeonato Europeo al Aire Libre |                            |                            |                            |
| Año                              | Lugar                      | Medalla                    | Prueba                     |
| 2010                             | Rovereto (Italia)          | Medalla de oro             | Equipo                     |
| 2016                             | Nottingham (Reino Unido)   | Medalla de oro             | Individual                 |
| 2021                             | Antalya (Turquía)          | Medalla de oro             | Equipo mixto               |
| Campeonato Europeo en Sala       |                            |                            |                            |
| Año                              | Lugar                      | Medalla                    | Prueba                     |
| 2015                             | Koper (Eslovenia)          | Medalla de oro             | Individual                 |
| 2017                             | Vittel (Francia)           | Medalla de plata           | Individual                 |